# Związek Zawodowy Literatów Polskich
Związek Zawodowy Literatów Polskich (ZZLP) – polskie stowarzyszenie twórcze i związek zawodowy literatów założone w 1920 w Warszawie z inicjatywy Stefana Żeromskiego, jego pierwszego prezesa; w 1949 przekształcony w Związek Literatów Polskich (ZLP).

## 1920–1939
- ZZLP został ustanowiony 14 maja 1920 podczas I wszechdzielnicowego Zjazdu Literatów Polskich w Warszawie.
- Od 1920 istniały oddziały w Krakowie i Lwowie, od 1921 w Poznaniu, od 1925 w Wilnie.
- Przez pierwsze lata istnienia związku szukano kompromisu między centralizacją a federacją samodzielnych oddziałów. W okresie 1925–1935 zwyciężyła koncepcja federacji i związek funkcjonował jako Zrzeszenie Związków Zawodowych Literatów Polskich (Zrzeszenie ZZLP), następnie organizacja została scentralizowana.
- Dzięki staraniom Zrzeszenia ZZLP w 1926 Sejm Rzeczypospolitej Polskiej przyjął Ustawę z dnia 29 marca 1926 r. o prawie autorskiem[1].
- Prezesami warszawskiego zarządu ZZLP, który nieformalnie spełniał rolę centrali ogólnokrajowej do czasu jej powołania na zjeździe w maju 1935, byli kolejno: Stefan Żeromski (V–X/XI 1920), Wacław Sieroszewski (X/XI 1920–1922?), Andrzej Strug (1922), Juliusz Kaden-Bandrowski (1923–1926), ponownie Wacław Sieroszewski (1927–1930), Zofia Nałkowska (1931–1935), ponownie Andrzej Strug (1935–1937) i Maria Dąbrowska (1938–1939). Prezesem Zarządu Głównego od maja 1935 do września 1939 był Ferdynand Goetel[2][3].
- Po wybuchu II wojny światowej związek nie funkcjonował pod okupacją niemiecką, zastąpiony przez samopomocowe organizacje „Zrzeszenie” (do kapitulacji Warszawy) i Kuchnia Literacka (legalna wobec okupanta mimo uchylania się większości beneficjentów od obowiązku rejestracji pisarzy), którymi kierowała pod egidą Rady Głównej Opiekuńczej tzw. gruba trójka w składzie Goetel, Adolf Nowaczyński i Władysław Zyglarski. Od połowy 1940 do stycznia 1945 wsparcia literatom udzielał równolegle, w opozycji do jawnych struktur i faszyzującej orientacji politycznej Goetla, konspiracyjny „Zespół Literacki”, prowadzony przez Jarosława Iwaszkiewicza i Jerzego Andrzejewskiego z ramienia szefa Działu Kultury Departamentu Oświaty i Kultury Delegatury Rządu RP na Kraj Stanisława Lorentza i zasilany funduszami przez rząd w Londynie. Działalność kontynuował w pierwszych miesiącach okupacji radzieckiej oddział lwowski, wspierając uchodźców i przyjmując nowych członków prawdopodobnie do stycznia 1940, kiedy aresztowany przez NKWD został jego sekretarz, Teodor Parnicki. W czerwcu 1940 zlikwidowany został przez okupacyjne władze litewskie oddział wileński ZZLP, którego działalność ograniczała się w tym okresie do bliżej nieznanych dyskusji, a 23 lipca 1940 Hans Frank ogłosił formalne rozwiązanie ZZLP w Generalnym Gubernatorstwie[4].

## 1944–1949
- Reaktywowany w sierpniu 1944, na walnym zebraniu członków ZZLP w Lublinie, był faktycznie nową organizacją. Tymczasowym prezesem został Julian Przyboś, a na Zjeździe ZZLP w Krakowie 30 sierpnia–2 września 1945 funkcję tę przejął Jarosław Iwaszkiewicz[5]. Rzeczywistą kontrolę nad związkiem sprawował aparat PPR.
- W 1949 ZZLP został przekształcony w Związek Literatów Polskich podporządkowany Ministerstwu Kultury.